# ザップ・ヴァン・クオン
ザップ・ヴァン・クオン（ベトナム語: Giáp Văn Cương / 甲文強, 1921年9月13日 - 1990年3月27日）は、ベトナムの軍人。ベトナム人民海軍に所属しており、初の都督（海軍上将）昇進者である。1977年から1980年、および1984年から1990年まで人民海軍司令官を務めた。

## 経歴
クオンは1921年、バクザン省ルックナム県バオダイ社アントゥアン村に生まれた。1945年1月に革命に参加し、同年8月にはビンディン省軍事委員となる。1946年、ベトナム共産党へ入党。インドシナ戦争中は第5連区において部隊を指揮した。1974年には少将に昇格し、ベトナム人民軍副総参謀長に任命。
1977年から1980年、および1984年から1990年まで人民海軍司令官を務め、1988年に都督の階級を授与された。